# Century (cricket)

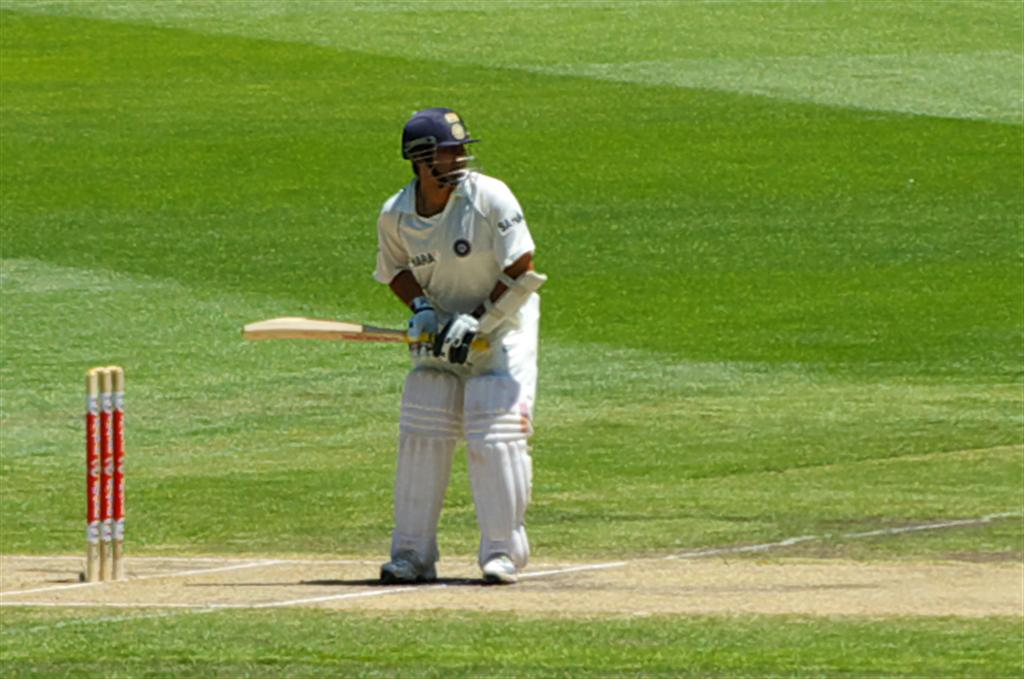
Sachin Tendulkar, de speler met het hoogste aantal century's in zowel het Test- als het ODI-cricket.

De century is een cricketterm waarmee het maken van 100 runs of meer door de batsman wordt aangeduid. Een variant hierop is de century partnership, waarbij twee batsmen samen 100 runs of meer maken in het tijdsbestek dat zij samen in het veld staan. 
De eerste echte century op hoog niveau werd gemaakt door John Small, als speler voor Hampshire tegen Surrey in juli 1775: 136 runs. Century's waren tot laat in de negentiende eeuw vrij zeldzaam, omdat de pitch daarvoor nog niet goed werd geprepareerd.